# Gelu (okręg Satu Mare)
Gelu – wieś w Rumunii, w okręgu Satu Mare, w gminie Terebești. W 2011 roku liczyła 486 mieszkańców.